# Gare de La Marche
Gare de La Marche vasútállomás Franciaországban, La Marche településen.

## Vasútvonalak
Az állomást az alábbi vasútvonalak érintik:
- Moret–Lyon-vasútvonal

## Kapcsolódó állomások
A vasútállomáshoz az alábbi állomások vannak a legközelebb:
- Gare de La Charité (Gare de Moret - Veneux-les-Sablons)
- Gare de Tronsanges (Lyon-Perrache pályaudvar)